# 1803 Zwicky
1803 Zwicky eller 1967 CA är en asteroid i huvudbältet som upptäcktes den 6 februari 1967 av den Schweiziska astronomen Paul Wild vid Observatorium Zimmerwald. Den har fått sitt namn efter den Schweiziska astronomen Fritz Zwicky.
Asteroiden har en diameter på ungefär 9 kilometer och den tillhör asteroidgruppen Phocaea.